# Энвисат
Энвисат (англ. Envisat, Environmental Satellite) — спутник, построенный Европейским Космическим Агентством для исследования Земли из космоса. Спутник запущен 1 марта 2002 года ракетой-носителем «Ариан-5» на солнечно-синхронную полярную орбиту высотой 790±10 километров. Один оборот делает за 101 минуту. На 2000-е — 2010-е годы является самым крупным спутником, запущенным Европейским космическим агентством (ЕКА).

## Научное оборудование
На борту «Энвисат» несёт девять инструментов, собирающих информацию о суше, воде, льде и атмосфере, используя различные способы измерения.
- ASAR (Advanced Synthetic Aperture Radar) наблюдает Землю в микроволновом спектре от 4 до 8 ГГц. Этот инструмент позволяет отслеживать изменение высоты поверхности с субмиллиметровой точностью.
- MERIS (MEdium Resolution Imaging Spectrometer) — спектрометр, исследующий свет, отражаемый Землёй (поверхностью и атмосферой). Основная цель спектрометра — изучать цвет океана, например для того, чтобы дать оценки концентрации хлорофилла и твёрдых частиц.
- AATSR (Advanced Along Track Scanning Radiometer) измеряет температуру морской поверхности.
- RA-2 (Radar Altimeter 2) — радиолокационный высотомер, наблюдающий два электромагнитных диапазона: Ku-диапазон и S-диапазон (2—4 ГГц); служит цели изучения океанской топографии, наблюдения за льдом и измерения высот суши.
- MWR (Microwave Radiometer) измеряет количество водяного пара в атмосфере и содержание жидкой воды в облаках.
- DORIS (Doppler Orbitography and Radiopositioning Integrated by Satellite)  — микроволновая следящая система, выполняющая задачу точного позиционирования спутника.
- GOMOS (Global Ozone Monitoring by Occultation of Stars) наблюдает за звёздами сквозь атмосферу Земли; по изменению их цвета можно много сказать о количестве различных газов, например озона, и их распределению по высоте.
- MIPAS (Michelson Interferometer for Passive Atmospheric Sounding) — фурье-спектрометр для среднего инфракрасного диапазона; этот диапазон важен для слежения за газами, играющими большую роль в климате Земли.
- SCIAMACHY (SCanning Imaging Absorption spectroMeter for Atmospheric CHartographY) — спектрометр, который сравнивает свет, идущий от Солнца, со светом, отражаемым Землёй; это позволяет получить информацию об атмосфере, через которую проходит отражённый свет.

## Потеря связи и завершение миссии
8 апреля 2012 года связь со спутником была потеряна. Он остался на прежней орбите, но все попытки связаться с аппаратом оказались безуспешными. ЕКА официально объявило о прекращении миссии спутника 9 мая 2012 года.

## Угрозы
На данный момент[когда?]

 спутник из-за своих массово-габаритных характеристик представляет собой огромную угрозу для других летательных аппаратов. В случае столкновения чего-либо со спутником «Энвисат» появится огромное облако обломков с высоким радиусом разлёта. Эти обломки будут представлять собой серьёзную угрозу, так как их количество и масса могут запустить механизм Кесслеровской катастрофы.
Если «Энвисат» ничто не тронет, он будет оставаться на орбите в течение более полутора веков. Аппарат, с помощью которого гипотетически можно будет свести «Энвисат» с орбиты, должен будет иметь массу как минимум в две тонны.